# Sterling Hayden
Sterling Walter Hayden, geboren Sterling Reylea Walter (Upper Montclair, New Jersey, 26 maart 1916 – Sausalito, Californië, 23 mei 1986), was een Amerikaans acteur. 
Hij is voornamelijk bekend van zijn rol als Generaal Jack D. Ripper in Stanley Kubricks Dr. Strangelove (1964). 
Naast acteur was Hayden een liefhebber van varen en zijn passie beheerste een groot deel van zijn leven.

## Biografie
Sterling Reylea Walter was de zoon van George Walter en Frances Simonson. In 1925, toen hij nog maar negen jaar oud was, stierf zijn vader. Hij werd geadopteerd door zijn stiefvader James Hayden en zijn naam werd gewijzigd in Sterling Walter Hayden. In zijn jeugd woonde hij onder andere in New Hampshire, Massachusetts, Pennsylvania, Washington D.C. en Maine. Hayden was zeker niet van rijke afkomst, maar ging toch tot zijn zeventiende naar Wassookeag School, een voorbereidingsschool in Dexter, Maine. Daarna vluchtte hij naar de zee.

### Carrière
Hij werkte aan boord van schepen, eerst als scheepsjongen op een schoener, later als visser op de wateren rond Newfoundland en zelfs als brandweerman. In 1935 kreeg hij zijn eerste commando. Hij voer enkele malen de wereld rond en werd op 22-jarige leeftijd een scheepskapitein. De jonge kapitein viel zeer op door zijn kwaliteiten als kapitein, maar ook door zijn lengte (1m96), blonde haren en gespierde lichaam. Hayden wilde een eigen boot bezitten en besloot bij te klussen in de modellenwereld. Na lang aandringen van vrienden maakte hij in 1940 een afspraak met een producer van Paramount Pictures.
Hayden tekende een contract bij Paramount, dat hem ging adverteren als The Most Beautiful Man in the Movies! en The Beautiful Blond Viking God. In zijn eerste film Virginia speelde hij samen met een van de bekendste actrices van Paramount, Madeleine Carroll. De twee werden verliefd en trouwden.
Hij verliet al na twee films Hollywood om te gaan werken voor William J. Donovans COI, waar hij bleef toen het veranderde in OSS. Toen de Verenigde Staten tijdens de Tweede Wereldoorlog werden aangevallen in Pearl Harbor, ging Hayden meevechten in de oorlog. Hij sloot zich aan bij de mariniers onder het pseudoniem John Hamilton. Hij trok naar Europa tijdens de oorlog, waar hij onder andere door de Duitse linie heen wapens en bevoorrading smokkelde naar het Joegoslavische verzet en parachutesprongen maakte boven fascistisch Kroatië. Hayden ontving een Silver Star voor zijn prestaties en een aanbeveling van Josip Broz Tito.
Na zijn terugkeer naar de VS ging hij verder met acteren. Na enkele onsuccesvolle rollen voor Paramount ging Hayden freelance werken, ondanks het feit dat hij de filmwereld niet aangenaam vond. Het geld dat hij verdiende investeerde hij in verschillende scheepsprojecten. Hij speelde in verscheidene westerns en films noirs. Zo had hij een hoofdrol in John Hustons noirklassieker The Asphalt Jungle (1950), waarvoor hij uitstekende recensies kreeg. Het mondde echter niet uit in een succesvolle acteercarrière, die eerder werd gekenmerkt door middelmatige rollen, periodes van afwezigheid waarin hij aan het zeilen was en slechte films. Er waren wel enkele uitzonderingen, zoals The Killing (1956) van Stanley Kubrick. Ook kreeg hij de rol van messenwerper Britt aangeboden in The Magnificent Seven (1960), maar hij was op dat moment niet beschikbaar.
In 1964 werd hij herenigd met Kubrick in Dr. Strangelove or: How I Learned to Stop Worrying and Love the Bomb. Voor zijn rol als generaal Jack D. Ripper werd hij genomineerd voor een BAFTA Award. Hij verloor echter nooit zijn passie voor zeilen. Hayden verliet periodiek de acteerwereld om zich hierop te kunnen richten. In 1969 kocht hij een woonaak in Nederland, die hij later verhuisde naar Parijs en waar hij van tijd tot tijd in woonde.
In 1972 speelde hij de rol van de corrupte hoofdagent McCluskey in de klassieker The Godfather, wat zijn terugkeer op het witte doek betekende. Ook werd hij gecast als zeeman Quint in de film Jaws van Steven Spielberg, maar Hayden moest weigeren wegens problemen met de belasting.
Sterling Hayden heeft tevens twee boeken geschreven. In 1963 kwam zijn autobiografie, Wanderer, uit, waarin hij schreef over zijn zeereizen en zijn spijt over de samenwerking met de House Committee on Un-American Activities. In 1976 verscheen de roman Voyage.
In 1983 verscheen over Hayden een documentaire, Leuchtturm des Chaos.

### Banden met het communisme
Ten tijde van de Tweede Wereldoorlog kwam Hayden in Joegoslavië in aanraking met het communistische verzet. Hij raakte hier bevriend met enkele Joegoslavische communisten. In 1946 sloot hij zich voor zes maanden aan bij de Communistische Partij. Toen in 1951 het Mccarthyisme Amerika in zijn greep kreeg, gaf Hayden voor de House Committee on Un-American Activities toe dat hij banden heeft gehad met het communisme. Ook noemde hij enkele namen. Hayden heeft altijd spijt gehad van zijn actie, wat hij als verraad zag en schreef later in zijn autobiografie dat hij zichzelf rond dat moment zeer verachtte.

### Privé-leven
Sterling Hayden is getrouwd geweest met drie vrouwen en was de vader van zes kinderen. Zijn eerste huwelijk was met de hoofdrolspeelster uit zijn eerste film, Madeleine Carroll. Dit huwelijk duurde vier jaar. Zijn tweede huwelijk, met Betty Ann de Noon, was een turbulent huwelijk: ze scheidden en hertrouwden tweemaal om in augustus 1958 definitief uit elkaar te gaan. Wat volgde was een nare strijd om de voogdij over hun vier kinderen. Hayden haalde in 1959 de krantenkoppen toen hij een uitspraak van de rechtbank over de voogdij negeerde en zijn vier kinderen op zijn schoener The Wanderer meenam op reis naar Tahiti. Zijn laatste huwelijk, met Catherine Devine McConnell, hield stand tot zijn dood in 1986. Met haar kreeg Hayden twee kinderen.
- Madeleine Carroll (14 februari 1942 - 8 mei 1946)
- Betty Ann de Noon (25 april 1947 - 1953, 1954 - ± 1955, 1956 - augustus 1958)
  - Vier kinderen: Christian, Dana, Gretchen en Matthew
- Catherine Devine McConnell (9 maart 1960 - 23 mei 1986)
  - Twee kinderen: Andrew en David

Op 23 mei 1986 overleed Sterling Hayden aan de gevolgen van prostaatkanker. Hij was zeventig jaar oud.

## Filmografie (selectie)
- 1941 - Virginia (Edward H. Griffith)
- 1941 - Blaze of Noon (John Farrow)
- 1950 - The Asphalt Jungle (John Huston)
- 1952 - The Star (Stuart Heisler)
- 1954 - Crime Wave (Andre DeToth)
- 1954 - Prince Valiant (Henry Hathaway)
- 1954 - Suddenly (Lewis Allen)
- 1954 - Johnny Guitar (Nicholas Ray)
- 1955 - The Last Command  (Frank Lloyd)
- 1956 - The Killing  (Stanley Kubrick)
- 1958 - Terror in a Texas Town  (Joseph H. Lewis)
- 1964 - Dr. Strangelove or: How I Learned to Stop Worrying and Love the Bomb  (Stanley Kubrick)
- 1970 - Loving  (Irvin Kershner)
- 1971 - Le Saut de l'ange  (Yves Boisset)
- 1972 - Le Grand Départ  (Martial Raysse)
- 1972 - The Godfather (Francis Ford Coppola)
- 1973 - The Long Goodbye (Robert Altman)
- 1976 - 1900 (Bernardo Bertolucci)
- 1979 - Winter Kills  (William Richert)
- 1980 - 9 to 5 (Colin Higgins)
- 1981 - Gas (Les Rose)
- 1981 - Venom  (Piers Haggard)